# Norsko na Zimních olympijských hrách 1936
Norsko na Zimních olympijských hrách 1936 v Garmisch-Partenkirchen reprezentovalo 31 sportovců, z toho 45 mužů a 6 žen. Nejmladším účastníkem byla Laila Schou Nilsenová (16 let, 327 dní), nejstarším pak Alf Konningen (34 let, 228 dní). Reprezentanti vybojovali 15 medailí, z toho 7 zlatých, 5 stříbrných a 3 bronzové.

## Medailisté
| Medaile | Jméno                                                         | Sport              | Disciplína             |
| ------- | ------------------------------------------------------------- | ------------------ | ---------------------- |
| Zlato   | Sonja Henie                                                   | Krasobruslení      | Ženy jednotlivci       |
| Zlato   | Oddbjørn Hagen                                                | Severská kombinace | Muži jednotlivci       |
| Zlato   | Birger Ruud                                                   | Skoky na lyžích    | Muži normální můstek   |
| Zlato   | Ivar Ballangrud                                               | Rychlobruslení     | Muži 500 m             |
| Zlato   | Charles Mathiesen                                             | Rychlobruslení     | Muži 1 500 m           |
| Zlato   | Ivar Ballangrud                                               | Rychlobruslení     | Muži 5 000 m           |
| Zlato   | Ivar Ballangrud                                               | Rychlobruslení     | Muži 10 000 m          |
| Stříbro | Oddbjørn Hagen                                                | Běh na lyžích      | Muži 18 km             |
| Stříbro | Oddbjørn Hagen Olaf Hoffsbakken Sverre Brodahl Bjarne Iversen | Běh na lyžích      | Muži štafeta 4 x 10 km |
| Stříbro | Olaf Hoffsbakken                                              | Severská kombinace | Muži jednotlivci       |
| Stříbro | Georg Krog                                                    | Rychlobruslení     | Muži 500 m             |
| Stříbro | Ivar Ballangrud                                               | Rychlobruslení     | Muži 1 500 m           |
| Bronz   | Laila Schou Nilsenová                                         | Alpské lyžování    | Ženy kombinace         |
| Bronz   | Sverre Brodahl                                                | Severská kombinace | Muži jednotlivci       |
| Bronz   | Reidar Andersen                                               | Skoky na lyžích    | Muži normální můstek   |